# Дальберг, Понтус
Понтус Якуб Рагне Дальберг (швед. Pontus Jacob Ragne Dahlberg; род. 21 января 1999, Але, Вестра-Гёталанд) — шведский футболист, вратарь клуба «Гётеборг».

## Клубная карьера
Дальберг — воспитанник клуба «Эльвенгенс» из своего родного города. В 2013 году он стал основным вратарём и отыграл сезон в возрасте 15 лет в одном из полупрофессиональных дивизионов Швеции. В 2014 году его заметили скауты «Гётеборга» и пригласили в академию клуба. 7 июля 2016 года в ответном поединке квалификационного раунда Лиги Европы против валлийского «Лландидно» Понтус дебютировал за основную команду в возрасте 17 лет. 2 апреля 2017 года в матче против «Мальмё» он дебютировал в Аллсвенскан лиге.
В начале 2018 года Дальберг перешёл в английский «Уотфорд», но для получения игровой практики до лета, был оставлен в «Гётеборге». Вернувшись в «Уотфорд», 11 ноября на тренировке получил рану головы, столкнувшись с кем-то из одноклубников.

## Международная карьера
В 2016 году Дальберг в составе юношеской сборной Швеции принял участие в юношеском чемпионате Европы в Азербайджане. На турнире он сыграл в матчах против команд Англии, Дании, Франции и Нидерландов.
В 2017 году в составе молодёжной сборной Швеции Дальберг принял участие в молодёжном чемпионате Европы в Польше. На турнире он был запасным и на поле не вышел.
Дебют за национальную сборную Швеции состоялся 7 января 2018 года в товарищеском матче против сборной Эстонии (1:1).